# Asynacta exigua
Asynacta exigua is een vliesvleugelig insect uit de familie Trichogrammatidae. De wetenschappelijke naam is voor het eerst geldig gepubliceerd in 1834 door Nees.